# Iwona Godula
Iwona Godula (ur. 1 stycznia 1967 w Chełmie) – polska koszykarka, reprezentantka Polski.
Absolwentka VI Liceum Ogólnokształcącego w Lublinie. Była zawodniczką Startu Lublin, w którego barwach występowała w latach 1983–1994. Następnie grała w zespole AZS-ie Lublin (1996-1999 i ponownie od 2008). W reprezentacji Polski wystąpiła na mistrzostwach Europy w 1993 (5. miejsce).
W 2009 zdobyła brązowy medal mistrzostw świata weteranów w tzw. maxibasketballu w kategorii +40 lat.